# Luis Alberto Orta
Luis Alberto Orta Sánchez (La Habana, Cuba, 22 de agosto de 1992) es un deportista olímpico cubano que compite en lucha grecorromana,  consiguió la medalla de oro en los Juegos Olímpicos de Tokio 2020 en la categoría de 60 kg y la de bronce en París 2024 en 67 Kg.

## Palmarés internacional
| Juegos Olímpicos | Juegos Olímpicos | Juegos Olímpicos  | Juegos Olímpicos |
| Año              | Lugar            | Medalla           | Categoría        |
| ---------------- | ---------------- | ----------------- | ---------------- |
| 2021             | Tokio ( Japón)   | Medalla de oro    | 60kg             |
| 2024             | París ( Francia) | Medalla de bronce | 67kg             |